# Merga nanshaensis
Merga nanshaensis is een hydroïdpoliep uit de familie Pandeidae. De poliep komt uit het geslacht Merga. Merga nanshaensis werd in 2009 voor het eerst wetenschappelijk beschreven door Xu, Huang & Lin. 